# 干香柴
干香柴（学名：Litsea viridis）为樟科木姜子属下的一个种。其种加词“viridis”意为“绿色的”。